# Dovleac

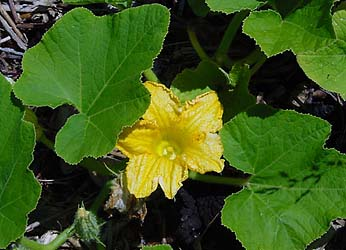
Floare de dovleac

Dovleacul sau bostanul sau cucurbăta (Cucurbita maxima) este o plantă erbacee anuală cultivată pentru fructul, florile și semințele sale.
Cucurbita maxima este o plantă anuală cu tulpină flexibilă și agățătoare. Are frunze cordiforme (în formă de inimă), pentalobulate, de mărime mare și cu nervuri bine marcate; prezintă o abundentă pilozitate pe frunze și tulpină. Florile sunt galbene și cărnoase. Fructul prezintă o mare variație (polimorfism): poate fi ovoidal sau sferic, de culoare verde sau portocaliu intens. Pulpa fructului este galbenă-portocalie, densă și cu gust dulce.
Dovleacul conține în interior numeroase semințe ovale, convexe și netede, de 2–3 cm lungime, care la rândul lor conține un miez alb și comestibil. Mărimea dovleacului variază între 25–40 cm diametru, deși există și cazuri excepționale. Există varietăți de vară având fructul de culoare deschisă și semințe mai moi (varietate care se conservă puțin timp) și varietăți de iarnă care sunt mai seci și mai dulci, folosite în produsele de cofetărie (durata de conservare este mai lungă).

### Origine
Este originară din America de sud, unde crește de formă sălbatică în Conul Sud. A fost introdus într-o epocă timpurie în Europa (sfârșitul sec. XVI), ușurința hibridizării sale l-a făcut să fie confundat cu Dovleci Peregrinilor (Lagenaria siceraria). Azi se cultivă pe mari suprafețe în regiuni temperate din toată lumea.

### Cultivare
C. maxima încolțește din semințe cu ușurință. Trebuie ca semințele să fie selecționate, pentru ca hibridează ușor cu alte specii de Curcubita, și cu alte specii înrudite. Preferă soluri ușoare, cu umiditate, nu rezistă la secetă nici la îngheț.

### Întrebuințare și calități

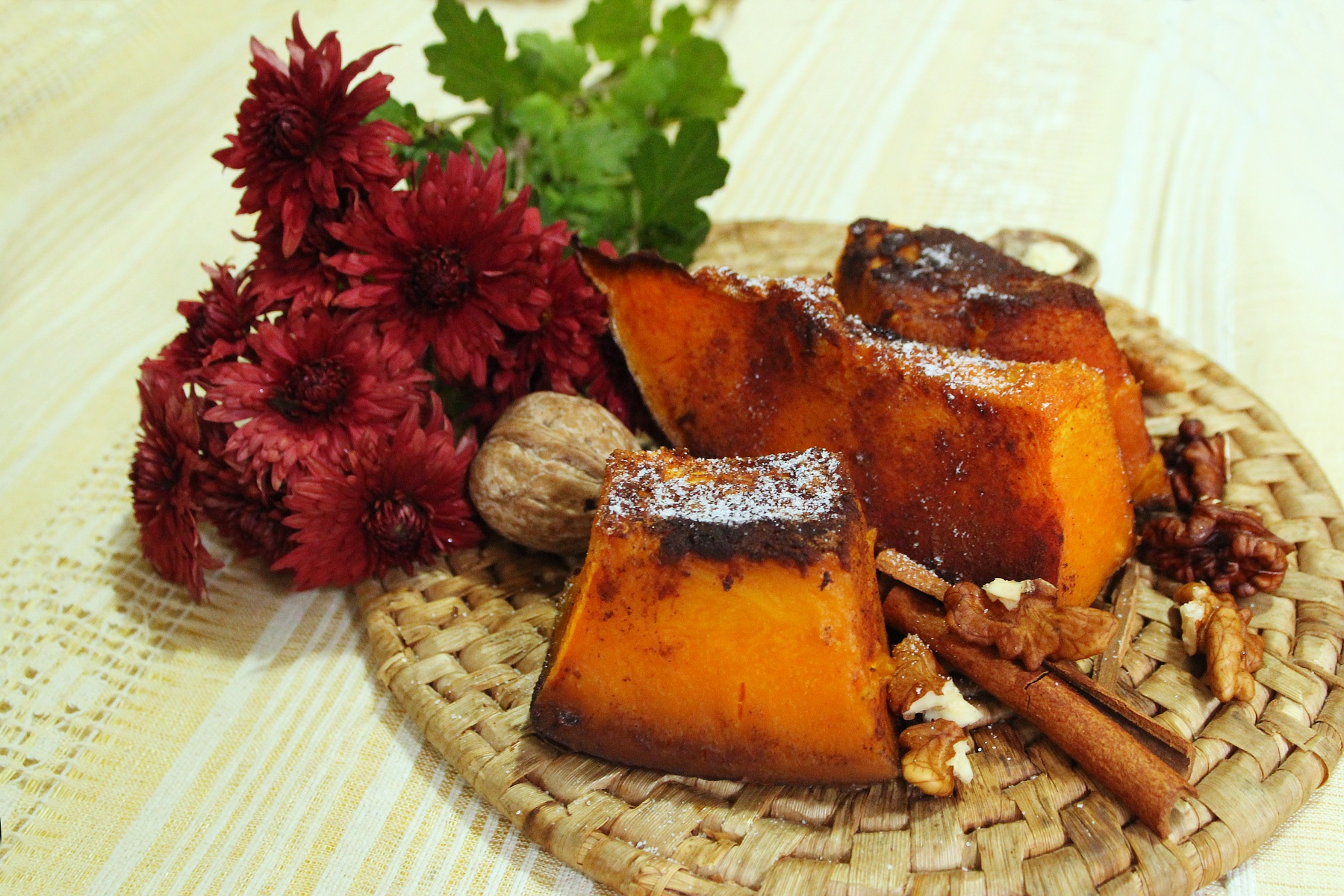
Dovleac copt cu scorțișoară și zahăr pudră

În unele țări floarea se consuma ca legumă; fructul se conservă, în condiții adecvate de lumină, temperatură și umiditate, până la 6 luni în condiții bune. Este bogat în β-carotină și glucoză. Semințele sunt cunoscute sub numele de semințe de dovleac și li se atribuie proprietăți medicinale în medicina naturistă. Semințele sunt bogate în minerale, în special zinc, motiv pentru care Organizația Mondială a Sănătății recomandă consumul lor zilnic.
Acestea reprezintă o sursă bună de vitamina K.
Dovleacul se folosește în ritualele din Ziua morților din mai multe țări americane (Statele Unite ale Americii, Mexic, Guatemala etc.)